# Polyerata
Polyerata é um gênero de aves apodiformes pertencente à família dos troquilídeos, que inclui os beija-flores. O gênero possui um total de três espécies reconhecidas, anteriormente classificadas dentro de Amazilia, introduzido pelo naturalista René Primevère Lesson, atualmente considerado um sinônimo no caso das espécies amabilis, decora e rosenbergi; que se distribuem desde o centro-sul do continente centro-americano ao extremo-noroeste da América do Sul, se estendendo pela Costa Rica, onde vai seguindo ao Panamá, chegando à Colômbia e se distribuindo nas proximidades pelo Equador, pelas florestas tropicais e subtropicais úmidas de baixa altitude e as florestas secundárias altamente degradadas, além de se encontrar em áreas urbanas e suburbanas, por onde procura por artrópodes, que servem como um complemento à dieta de néctar e pólen.
Com ambas as espécies sendo muito frequentes em toda a sua área de distribuição, a União Internacional para a Conservação da Natureza classifica ambos os beija-flores dentro de Polyerata (ou pelas convenções da BirdLife International, Amazilia) dentro de "espécie pouco preocupante". Ainda, acredita-se que a espécie P. rosenbergi seja comumente predada por nativos da região por conta de supostas propriedades curativas e místicas presentes em seu bico.

## Descrição
Estes beija-flores apresentam comprimento médio de 8 aos 11 centímetros, enquanto o peso varia entre as 3,5 a 3,8 gramas para fêmeas, ao que para machos, a faixa de peso varia entre 4 e 4,1 gramas. Algo que os caracteriza como troquilíneos relativamente grandes em comparação com os melisugíneos, porém dentro da média da tribo dos troquilíneos e menor dos que a tribo dos lampornitíneos. Como na maioria dos beija-flores, normalmente, machos possuem comprimento ligeiramente maior e um pouco mais pesado quando em comparação às fêmeas; apresentando plumagem mais chamativa, que é utilizada para atrair potenciais parceiras sexuais. Tais beija-flores apresentam um dimorfismo sexual quase inexistente, com ambos os sexos sendo visualmente similares, com o bico preto curto ligeiramente curvilíneo de mandíbula rosada na extremidade. Suas partes superiores são geralmente verde-brilhante, com sua garganta sendo esverdeada e mais escurecida ao centro; o abdômen possui uma cor mais azulada no beija-flor-de-peito-turquesa, que é mais púrpura no beija-flor-de-peito-lilás e, ainda, no beija-flor-encantador, de coloração azul. O abdômen inferior e suas coberteiras infracaudais são marrom-acinzentado. Sua cauda é bronze-enegrecido, mas as penas externas são manchadas de branco.

## Distribuição e habitat
Estes troquilídeos apresentam distribuição pela parte mais sul do istmo centro-americano, aonde, seguindo pela região ao extremo-norte sul-americano, até linha do equador, e se estendendo até proximidades com a fronteira entre os territórios equatoriano e peruano. A espécie de distribuição mais neoártica, se encontra a centro-sul da Nicarágua, próxima ao lago homônimo, inicialmente, por onde segue pela totalidade do leste costa-riquenho, onde, chegando ao Panamá, segue à região norte do país, principalmente na região mais a leste do istmo com o mesmo nome. Seguindo ao sul, onde se encontra na Colômbia, segue principalmente ao oeste, nas regiões naturais andina, caribenha e do pacífico. Por último, no Equador, segue pelo extremo oeste do país, nas regiões costa e sierra, se limitando ao Peru. Sua outra espécie, sendo essa, beija-flor-de-peito-lilás, se distribui exclusivamente na América do Sul, especificamente ao centro-sul colombiano até o norte do equador, sendo a espécie com a distribuição menos extensa. Por último, a espécie conhecida pelo nome de beija-flor-encantador, se distribui entre leste da Costa Rica e oeste do Panamá; anteriormente tal espécie foi considerada coespecífica com a primeira citada. Os beija-flores encantadores, como um todo, habitam as florestas tropicais úmidas e as florestas secundárias altamente degradadas, ocasionalmente explorando áreas urbanas e suburbanas, bem como as extremidades das matas, por onde procuram por insetos e outros artrópodes pequenos.

## Sistemática e taxonomia
Esse gênero foi introduzido primeiramente no ano de 1863, pelo ornitólogo e entomólogo alemão, Friedrich Heine, que introduziu o gênero para classificação do beija-flor-de-peito-turquesa, que, subsequentemente, se tornou a espécie-tipo. Esta espécie seria descrita primeiramente alguns anos antes, em 1853, por John Gould, que publicou sua contribuição no periódico da Sociedade Zoológica de Londres. Posteriormente, as espécies representantes do gênero seriam, então, movidas para Amazilia, reclassificando o gênero que foi introduzido por Heine como uma sinonímia. Após a publicação de uma série de estudos filogenéticos moleculares que redefiniriam a sistemática dos beija-flores, esse gênero seria ressurgido em uma tentativa de tornar os gêneros dos Trochilini em monofiléticos; outras espécies anteriormente incluídas seriam, por fim, movidas, incluindo as espécies fimbriata e lactea, conforme indicado pelo Handbook of the Birds of the World, publicado em 1999 por Karl-L. Schuchmann. O estudo filogenético molecular que ressurgiria este gênero foi publicado no periódico Zootaxa, no ano de 2017, baseando-se em outra publicação presente no Current Biology em 2014. Como outros táxons a serem ressurgidos, possui reconhecimento limitado, sendo reconhecido por identificadores taxonômicos mundiais como os Comitê Ornitológico Internacional, American Ornithological Society, que publica os dois principais catálogos das aves da América do Norte e do Sul, assim como a taxonomia de Clements, eBird, entre outros, incluindo a Lista Vermelha de Espécies Ameaçadas da IUCN, embora a BirdLife International ainda classifique estas espécies dentro de Amazilia, bem como o catálogo Howard and Moore Complete Checklist of the Birds of the World. Este gênero, etimologicamente, deriva do termo em grego antigo poluēratos que significa literalmente "amável" ou "muito encantador".

### Espécies[2][21]
- Polyerata amabilis (Gould, 1853), beija-flor-de-peito-turquesa — possivelmente a espécie mais conhecida; pode ser encontrada desde o nordeste da Nicarágua, seguindo pela região andina da Colômbia e do Equador
- Polyerata decora (Salvin, 1891), beija-flor-encantador — anteriormente uma subespécie; pode ser encontrado na encosta do Oceano Pacífico ao sudoeste da Costa Rica e extremo oeste do Panamá
- Polyerata rosenbergi (Boucard, 1895), beija-flor-de-peito-lilás — pode ser encontrado nas planícies do oeste da Colômbia e noroeste do Equador